# Anophiodes pulchrilinea
Anophiodes pulchrilinea là một loài bướm đêm trong họ Noctuidae.